# Pintura da Renascença Italiana

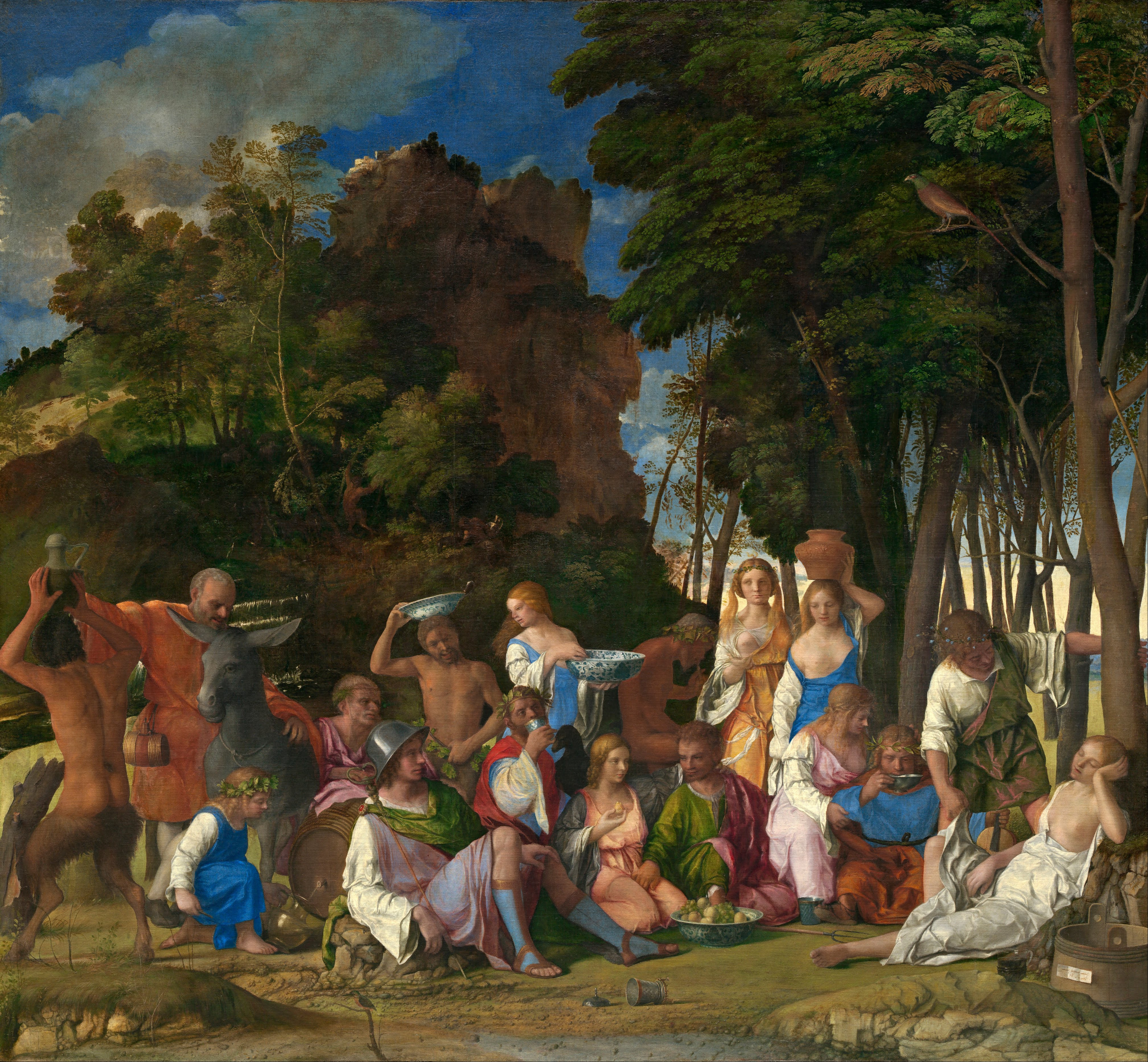
O Festim dos Deuses, por Giovanni Bellini, 1529, Galeria Nacional de Arte

Para informações gerais sobre o Renascimento italiano:
Para informações gerais sobre a Pintura no Renascimento:
Na arte e na ciência, a as cidades-Estado da península Itálica foram os catalisadores do progresso durante o Renascimento. 
Renascimento é uma palavra com vários significados. Por isso, a pintura dessa época não se refere a um estilo único. A arte da Renascença surgiu de uma nova sociedade, que se desenvolvia com rapidez. Ela marcou a passagem do mundo medieval para o moderno e, assim, estabeleceu o alicerce da sociedade ocidental de hoje.
Os pintores do Renascimento italiano, embora ligados a cortes particulares e leais a certas cidades, viajaram por toda Itália, muitas vezes ocupando status de diplomatas e disseminando ideias artísticas e filosóficas.A cidade que é considerada o berço do Renascimento, e particularmente da pintura do Renascimento, é Florença. 
O Renascimento na Itália começou de forma gradual e seus primórdios se evidenciam na arte de Giotto. A busca pela precisão científica e pelo maior realismo culminou no equilíbrio de Rafael Sanzio e Michelangelo. A influência do humanismo reflete-se na variedade de temas temporais. Na fase final da Renascença, o maneirismo tornou-se o estilo dominante.   
Desse modo, a pintura do Renascimento italiano pode ser dividida em quatro fases:
- Proto-Renascença, 1290-1400.
- Primeira Renascença, 1400-1475.
- Alta Renascença, 1475-1525.
- Maneirismo, 1525-1600.

## Fases do Renascimento italiano

### A primeira Renascença

O Nascimento de Vênus, por Sandro Botticelli, 1485, Galleria degli Uffizi

O termo Renascimento é aplicado a um período de amplas realizações culturais que se estendeu por três séculos. Artistas, filósofos, cientistas e governantes acreditavam que o caminho para a grandeza e o esclarecimento passava pelo estudo das épocas áureas dos antigos gregos e romanos. Rejeitavam o passado medieval. Inspirados pelo humanismo, voltavam-se para as tradições literárias e filosóficas da Antiguidade greco-romana.
A transição da pintura gótica para a Renascença não se deu da noite para o dia. Por causa da Peste Negra, o mais importante pintor italiano após Giotto nasceu somente em 1401. Ocorreu um novo despertar com Masaccio. Ele é o revolucionário fundador da pintura renascentista. Ele também foi influenciado pelos escultores italianos da época (Donatello, Lorenzo Ghiberti) e pelo arquiteto Filippo Brunelleschi. O realismo escultórico está no cerne da pintura renascentista. Paolo Uccello trouxe, junto com Leon Battista Alberti, a perspectiva, que foi fundamental para a pintura posterior. Em seguida a Masaccio, o próximo grande pintor da Primeira Renascença foi Sandro Botticelli. O traço nítido e as linhas sinuosas de suas figuras tiveram a influência dos irmãos Pollaiuolo, que eram também ourives e escultores. Sua arte foi elaborada na corte da família Médici, em Florença, e reflete o ambiente esclarecido da corte. Outro grande mestre e gênio do período foi Piero della Francesca, que mostrou em sua obras um interesse pelas paisagens reais (ao estilo do norte da Europa). Andrea Mantegna, por sua vez, foi o primeiro grande pintor da Itália setentrional.

### Renascença veneziana

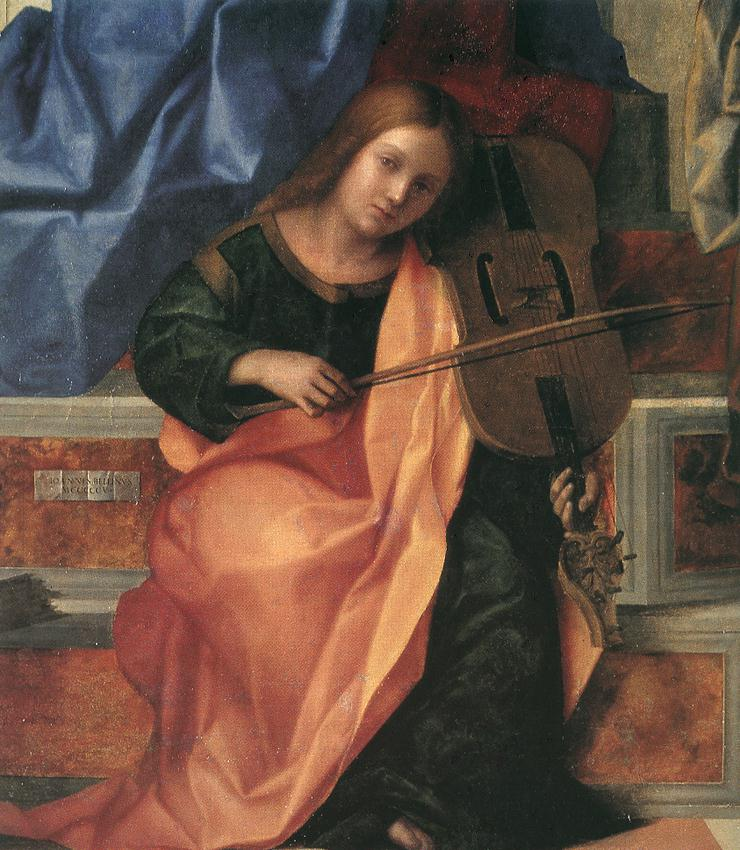
San Zaccaria, por Giovanni Bellini, 1505, Igreja de São Zacarias, Veneza

A pintura produzida em Veneza durante o Renascimento pertencia à tradição do norte da Itália e tinha uma identidade própria. Lá surgiu uma nova tradição, que se mostrava menos preocupada com a forma escultórica e com o delineamento, e enfatizava mais a cor e as nuances de luz. A pintura veneziana exibia um lirismo suave, diferente da tradição florentina. O artista que conduziu a arte italiana a uma nova fase foi Giovanni Bellini. Ele pertencia a uma família de artistas (Jacopo Bellini, seu pai, e Gentile Bellini). Jacopo foi aluno de Gentile da Fabriano. Foi essa família que deu à Alta Renascença seu toque veneziano. A influência de Andrea Mantegna na obra de Giovanni Bellini é marcante, ainda mais porque os dois foram cunhados, mas Bellini libertou-se de Mantegna, transformando-se no primeiro pintor veneziano. Antonello da Messina foi o primeiro pintor importante do sul da Itália e suas influências vieram do norte, da arte flamenga. Acredita-se que Antonello tenha levado a Veneza a técnica da pintura a óleo. Assim, Messina uniu a arte italiana com a arte setentrional da Europa. Em Ferrara, surge outra escola de pintores, com nomes como: Cosimo Tura, Francesco del Cossa, Ercole de' Roberti e Vittore Carpaccio.

### A alta Renascença

Mona Lisa, por Leonardo da Vinci, 1506, Louvre

Dadas as conotações do termo Renascimento, percebe-se que este denota um progresso nas artes. Mas nunca houve um tamanho amadurecimento das artes quanto na chamada "Alta Renascença". Nesse período, encontramos alguns dos maiores artistas de todos os tempos: Leonardo da Vinci, Michelangelo, Rafael Sanzio, Ticiano, Tintoretto e Veronese. Leonardo, Michelangelo, Rafael e Ticiano foram todos aprendizes de Andrea del Verrocchio, um pintor cativante, que também foi importante na escultura. Leonardo da Vinci, um gênio da humanidade, criou a Mona Lisa, um dos quadros mais importantes da história. Michelangelo foi, em vida, com da Vinci, universalmente considerado um artista supremo. Seu mestre foi Domenico Ghirlandaio, pintor florentino. É no teto da Capela Sistina que observamos Michelangelo em toda sua majestade. Rafael, por sua vez, foi aprendiz de Pietro Perugino. Sua vida foi curta, mas mostrou diferentes fases que evidenciam a evolução de sua pintura. Em Veneza, outro grupo de artistas influenciou a arte da época: Giorgione, cuja vida também foi breve; Ticiano, cuja obras mostram um desenvolvimento extraordinário da juventude até a velhice; e Tintoretto, pintor de telas extravagantes e de grande teor emocional. Por fim, é necessário mencionar também Paolo Veronese, mestre da arte decorativa.

### O maneirismo

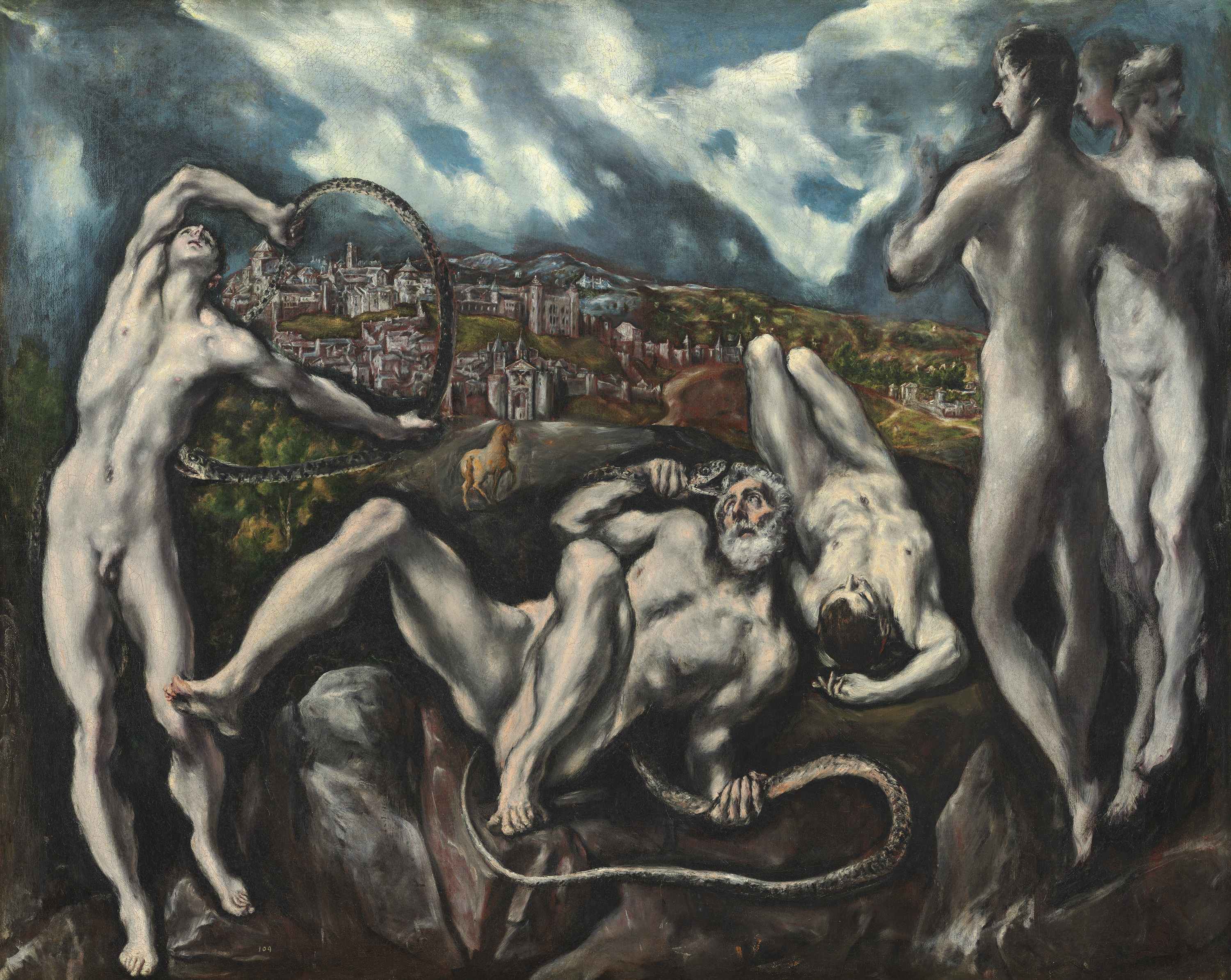
Laocoonte, por El Greco, 1614, Galeria Nacional de Arte

Assim como o termo Renascimento, a palavra maneirismo aplica-se a um movimento amplo e não a um único estilo. O Maneirismo italiano já estava em declínio na primeira metade do século XVI, e durou cerca de sessenta anos, entre 1520 e 1580. A palavra maneirismo deriva do italiano maniera, que, no fim do século XVI, significava estilo na acepção de refinamento. A arte maneirista se caracterizava por um refinamento assumido, muitas vezes forçado ou exagerado. Os artistas preferiam combinações cromáticas intensas, combinações complexas e inventivas, brilhantismo técnico e traço livre  e fluido. A Alta Renascença foi pródiga em pintores menores, cuja obra resvalava para o maneirismo, entre eles: Rosso Fiorentino, Pontormo, Andrea del Sarto, Bronzino, Correggio, Parmigianino, Dosso Dossi, Lorenzo Lotto e Domenico Beccafumi. O maior de todos os maneiristas foi, sem dúvida, El Greco.

## Pintores

### Pintores da Itália
- Agostino Veneziano
- Agnolo Gaddi
- Alessandro Alberti
- Alesso Baldovinetti
- Ambrogio Bergognone
- Amico Aspertini
- Andrea del Castagno
- Andrea del Sarto
- Andrea del Verrocchio
- Andrea Mantegna
- Andrea Salaí
- Andrea Schiavone
- Andrea Solari
- Andrea Vanni
- Antonello da Messina
- Antoniazzo Romano
- Antonio da Correggio
- Antonio Pollaiuolo
- Baldassare Peruzzi
- Bartolo di Fredi
- Bartolomeo Montagna
- Battista Dossi
- Benedetto Ghirlandaio
- Benvenuto Tisi
- Bernardino Butinone
- Bernardino Campi
- Bernardino Fungai
- Bernardino Luini|
- Bernardino Zenale
- Bernardo Daddi
- Boccaccio Boccaccino
- Bramantino
- Biagio d'Antonio
- Bonifazio Veronese
- Carlo Crivelli
- Cesare da Sesto
- Cherubino Alberti
- Cima da Conegliano
- Cosimo Rosselli
- Cosimo Tura
- Coppo di Marcovaldo
- Daniele da Volterra
- Davide Ghirlandaio
- Defendente Ferrari
- Domenico Alfani
- Domenico di Bartolo
- Domenico Ghirlandaio
- Domenico Morone
- Domenico Puligo
- Domenico Veneziano
- Donatello
- Dosso Dossi
- Durante Alberti
- Ercole de' Roberti
- Filippino Lippi
- Fiorenzo di Lorenzo
- Fra Angelico
- Fra Bartolommeo
- Fra Filippo Lippi
- Francesco Botticini
- Francesco del Cossa
- Francesco di Giorgio
- Francesco Francia
- Francesco Granacci
- Francesco Morone
- Francesco Pesellino
- Francesco Squarcione
- Franciabigio
- Galasso Galassi
- Gentile Bellini
- Giambattista Moroni
- Giorgione
- Giovanni Ambrogio de Predis
- Giovanni Ambrogio Figino
- Giovanni Antonio Boltraffio
- Giovanni Bellini
- Giovanni da Udine
- Giovanni del Biondo
- Giovanni di Paolo
- Giovanni Martino Spanzotti
- Girolamo Romani
- Girolamo Savoldo
- Giuliano Bugiardini
- Giuliano Pesello
- Giulio Clovio
- Giulio Romano
- Innocenzo da Imola
- Jacopo del Sellaio
- Jacopo Palma, o Velho
- Jacopo Torni
- Leonardo da Vinci
- Lo Spagna
- Lorenzo Costa
- Lorenzo di Credi
- Lorenzo Lotto
- Lorenzo Monaco
- Luca Signorelli
- Ludovico Mazzolino
- Marcantonio Raimondi
- Marco d'Oggiono
- Mariotto Albertinelli
- Masaccio
- Masolino
- Maturino da Firenze
- Melozzo da Forlì
- Michelangelo
- Mestre do Bigallo
- Neri di Bicci
- Neroccio di Bartolomeo de' Landi
- Niccolò di Liberatore
- Paolo Uccello
- Perin del Vaga
- Piero del Pollaiuolo
- Piero della Francesca
- Piero di Cosimo
- Pietro Paolo Agabito
- Pietro Perugino
- Pinturicchio
- Prospero Fontana
- Rafael
- Raffaellino del Garbo
- Ridolfo Ghirlandaio
- Rutilio di Lorenzo Manetti
- Sandro Botticelli
- Sebastiano del Piombo
- Simone Martini
- Sofonisba Anguissola
- Spinello Aretino
- Stefano di Giovanni
- Taddeo di Bartolo
- Taddeo Gaddi
- Ticiano
- Timoteo Viti
- Vecchietta
- Vincenzo Foppa
- Vittore Carpaccio

## Escolas
| - Academia de São Lucas - Bamboccianti - Escola de Bolonha - Escola de Ferrara - Escola de Veneza | - Escola Florentina - Escola Lucchese - Escola milanesa - Escola sienesa |

## Locais de visitação
| - Accademia (Veneza) - Accademia Carrara (Carrara) - Capela Brancacci (Florença) - Capela Sistina (Vaticano) - Castelo de Alnwick (Northumberland) - Castello Sforzesco - Catedral de Milão (Milão) - Catedral de Toledo (Toledo) - Coleção Frick (Nova York) - Galeria Nacional de Arte em Washington (Washington, DC) - Galeria Nacional de Londres (Londres) - Galleria Borghese (Roma) - Galeria Uffizi (Florença) - Gemäldegalerie (Berlim) - Hermitage - Igreja de Santa Maria delle Grazie (Milão) - Ilha dos Museus (Berlim) - Museu Poldi Pezzoli - Museu Bode (Berlim) - Museu de Arte de São Paulo (São Paulo) - Museu de Belas Artes de Boston (Boston) | - Museu de Belas Artes de Budapeste (Budapeste) - Museu de Capodimonte (Nápoles) - Museu de História da Arte (Viena) - Museu do Louvre (Paris) - Museu do Prado (Madri) - Museus Capitolinos - Palácio Apostólico (Vaticano) - Palácio Belvedere (Viena) - Palazzo Colonna (Roma) - Palácio Pitti (Florença) - Palazzo Vecchio (Florença) - Palazzo Venezia (Roma) - Pinacoteca de Brera (Milão) - Pinacoteca Ambrosiana - Santa Maria in Cosmedin (Roma) - Basílica de Santa Maria Maior (Roma) - Santa Maria Maior (Roma) - Santa Maria Novella (Florença) - Santa Maria sopra Minerva (Roma) |  |